# Subhumans (groupe britannique)
Pour les articles homonymes, voir Subhuman.
Subhumans est un groupe de punk rock britannique, originaire de Trowbridge, Wiltshire, en Angleterre.

## Biographie
Les Subhumans sont formés à Trowbridge, Wiltshire, au Royaume-Uni, en 1980, par Dick Lucas et Bruce,,,. Dick avait déjà chanté pour des groupes locaux do it yourself et The Mental. Bruce, quant à lui, avait été membre d'un groupe local du Warminster, les Stupid Humans . C'est à l'occasion d'un concert des Angelic Upstarts, en 1980, que Dick et Bruce se rencontrent. Plus tard, lorsque leurs groupes se séparent, ils se réunissent pour former les Subhumans. 
Le groupe publie sa première démo en 1981. Les membres de Flux of Pink Indians, qui l'entendent, en sont tellement impressionnés qu'ils offrent la chance aux Subhumans d'enregistrer pour leur nouveau label, Spiderleg Records. Ainsi, les Subhumans lancent leurs trois premiers EP : Demolition War, Reason for Existence et Religious Wars. En 1983, ils sortent leur premier 33 tours, The Day the Country Died. L'album fait fureur. Il se vend à plus de 100 000 exemplaires, d'autant qu'à la demande du groupe, il est mis en vente pour la modique somme de £3,25, afin d'être accessible à tous. Avec la sortie de ce nouvel album, la popularité du groupe grimpe en flèche. En 1983, ayant atteint une grande popularité, le groupe décide de quitter Spiderleg Records, et de fonder son propre label, Bluurg Records. 
Par la suite, le groupe sort le 33 tours From Cradle to the Grave sous ce nouveau label. Cet album studio comprend une chanson de 16 minutes, portant le même nom que l'album, qui amène les critiques à vouloir redéfinir le punk rock. En 1985, le groupe se sépare. Les Subhumans s'étaient produits 262 fois, dans de nombreux pays d'Europe et aux États-Unis. En 1986 est lancé leur dernier album, 29:29 Split Vision. Après la dissociation du groupe, Lucas forme les groupes Culture Shock et Citizen Fish. Le groupe Queens of the Stone Age reprendra leur chanson Wake Up Screaming.
Le groupe des Subhumans se reforme, parfois, pour faire des tournées en 1991 et 1998. Malgré toutes les années passées, il reste un classique du punk et possède de très nombreux fans.  Les Subhumans publient un nouvel album, Internal Riot à leur label Bluurg Records en septembre 2007. Ils tournent en Europe la même année, et entame une longue tournée américaine en août.

## Influences
Les influences musicales du groupe étaient nettement caractérisées par un mélange des genres des premiers groupes punks, tels que les Sex Pistols, The Damned, etc. Sa musique est également influencée par d'autres groupes rock, mais non punk, et cette fusion de styles donne lieu à un genre de punk plus complexe dans sa structure que celui de nombre de ses contemporains. 
Les chansons du groupe sont rythmées, rapides et, bien qu'ayant subi des influences multiples, ne tombaient jamais dans la « grandiloquence musicale », comme les groupes progressifs. Dick ajoutait à tout cela des paroles politisées, se faisant le porte-parole de nombreux enjeux de société, critiquant avec mordant et brutalité toutes les normes sociales. Cela eut comme effet de placer le groupe sur le devant de la scène punk contestataire des années 1980, alors en pleine ébullition au Royaume-Uni.

## Membres

### Membres actuels
- Dick Lucas - chant, piano (depuis 1980)
- Bruce Treasure - guitare, chœurs (depuis 1980)
- Phil Bryant - basse (depuis 1983)
- Trotsky - batterie (depuis 1980)

### Anciens membres
- Steve Lucas (Brother of Dick) - guitare
- Herb - basse (1980-1981)
- Grant Jackson- basse (1981-1983)
- Andy Gale - batterie (1980)

## Discographie

### Albums studio
- 1983 : The Day the Country Died
- 1983 : From the Cradle to the Grave
- 1985 : Worlds Apart
- 1986 : 29:29 Split Vision
- 2007 : Internal Riot
- 2019 : Crisis Point

### EP
- 1981 : Demolition War
- 1982 : Reasons for Existence
- 1982 : Religious Wars
- 1983 : Evolution
- 1983 : Time Flies... but Aeroplanes Crash
- 1984 : Rats
- 1998 :  Unfinished Business

### Compilations
- 1985 : EP-LP
- 1990 : Time Flies + Rats

### Album live
- 2004 : Live in a Dive